# 兰克维茨
兰克维茨（德語：Rankwitz）是德国梅克伦堡-前波美拉尼亚州的市镇，隶属于前波美拉尼亚-格赖夫斯瓦尔德县。总面积为30.91平方千米，截至2023年12月31日总人口为531人。